# Con mèo trên mái tôn nóng bỏng (phim 1958)
Con mèo trên mái tôn nóng bỏng là bộ phim điện ảnh của Mỹ được sản xuất năm 1958 và được đạo diễn bởi Richard Brooks. Bộ phim dựa trên tác phẩm kịch đã từng đoạt Giải Pulitzer của Tennessee Williams. Đây là một trong 10 bộ phim có doanh thu phòng vé cao nhất năm 1958 với sự tham gia của Elizabeth Taylor, Paul Newman và Burl Ives.

## Nội dung chính

Paul Newman (Brick) and Elizabeth Taylor (Maggie) in an early scene from the film